# Kolonia Krzemieniewice
Kolonia Krzemieniewice [pronunciación en polaco: /kɔˈlɔɲa kʂɛmjɛɲɛˈvit͡sɛ/] es un pueblo ubicado en el distrito administrativo de Gmina Gorzkowice, dentro del Distrito de Piotrków, Voivodato de Łódź, en Polonia central. Se encuentra aproximadamente a 6 kilómetros al este de Gorzkowice, a 23 kilómetris al sur de Piotrków Trybunalski, y a 67 kilómetros al sur de la capital regional Łódź.